# Dorcadion frustrator
Dorcadion frustrator är en skalbaggsart som beskrevs av Nikolaj Nikolajevitj Plavilsjtjikov 1958.
Dorcadion frustrator ingår i släktet Dorcadion och familjen långhorningar. Inga underarter finns listade i Catalogue of Life.